# Borgberget, Sjundeå
Borgberget är en kulle i Sjundeå i det finländska landskapet Nyland. Kullen är känd för ett gravröse från bronsåldern. Gravröset, som är 12 meter långt och cirka 1-2 meter brett, ligger på Borgberget cirka 1,8 kilometer sydväst om Sjundeå järnvägsstation.
Det finns många gravrösen från bronsåldern i Sjundeå. Borgberget är en enligt lag skyddad fast fornlämning.